# Каратобе (Западно-Казахстанская область)
Каратобе (каз. Қаратөбе) — село в Казахстане, административный центр Каратобинского района Западно-Казахстанской области.
Расположено в степной зоне. Солончаки. Почти полное отсутствие кустарниковой растительности. 

## Население
В 1999 году население села составляло 3652 человека (1946 мужчин и 1706 женщин). По данным переписи 2009 года, в селе проживали 3434 человека (1728 мужчин и 1706 женщин).
На начало 2019 года, население села составило 3782 человека (1912 мужчины и 1870 женщин).